# Rudolfshaus
Rudolfshaus ist ein vom Fremdenverkehr geprägter Ortsteil von Bruschied im Landkreis Bad Kreuznach in Rheinland-Pfalz.
Rudolfshaus liegt im südlichen Hunsrück im Hahnenbachtal zwischen den Orten Hahnenbach und Bundenbach. Westlich des Orts verläuft die Grenze zum Landkreis Birkenfeld.

## Sehenswürdigkeiten
Die Hauptattraktionen des Hahnenbachtals sind von Rudolfshaus schnell zu Fuß zu erreichen:
- die mittelalterliche Burgruine Schmidtburg
- die Schiefergrube Herrenberg (seit 1976 Besucherbergwerk) und das Fossilienmuseum
- die La-Tène-zeitliche keltische Höhensiedlung Altburg